# Mormopterus doriae
Mormopterus doriae (K. Andersen, 1907) è un pipistrello della famiglia dei Molossidi endemico dell'isola di Sumatra.

## Descrizione

### Dimensioni
Pipistrello di piccole dimensioni con la lunghezza dell'avambraccio di 38 mm, la lunghezza della coda di 30 mm, la lunghezza del piede di 9,8 mm, la lunghezza delle orecchie di 15,2 mm.

### Aspetto
Le parti dorsali sono scure, mentre le parti ventrali sono grigiastre. Le orecchie sono grandi e si toccano tra loro lungo il margine anteriore diritto. La coda è relativamente lunga e si estende per circa la metà della sua lunghezza oltre l'uropatagio. È presente una grossa sacca ghiandolare sulla gola, probabilmente soltanto nei maschi.

## Biologia

### Alimentazione
Si nutre di insetti.

## Distribuzione e habitat
Questa specie è conosciuta soltanto da un individuo maschio catturato presso Sukaranda, nella parte nord-occidentale dell'isola di Sumatra.
Vive fino a 250 metri di altitudine.

## Conservazione
La IUCN Red List, considerato che questa specie è nota soltanto in una località,  non è stata più catturata dal 1907 e ci sono poche informazioni circa l'habitat preferenziale e l'ecologia, classifica M.doriae come specie con dati insufficienti (DD).